# World Professional Billiards & Snooker Association
Die World Professional Billiards and Snooker Association (kurz: WPBSA) ist der Weltverband für Profi-Spieler in den Billardvarianten Snooker und English Billiards.

## Geschichte
Hervorgegangen war die WPBSA aus dem Billiards Association and Control Council Club, später nur Council, abgekürzt BA&CC oder BACC (gebräuchlicher). Der BACC setzte 1919 zum ersten Mal offizielle Regeln für den Snookersport fest und war Ausrichter der Weltmeisterschaften von 1927 (erste WM) bis 1952.
Gegründet wurde der Verband 1968, damals noch unter dem Namen Professional Billiard Players Association. Die Hauptaufgabe der WPBSA ist die Vermarktung und Organisation der World Snooker Tour. Dazu gehören sowohl die Weltranglistenturniere als auch Einladungsturniere wie das Masters. Die WPBSA hält ebenso die weltweiten Vermarktungsrechte für den Sport und kümmert sich um Sponsorenverträge und die Vergabe von Fernseh-Ausstrahlungsrechten. Ebenfalls besitzt der Verband Hoheit über die allgemein gültigen Regeln des Snookersports. Auch für die Formulierung der offiziellen Regeln ist die WPBSA zuständig.
Die WPBSA wird von den Profispielern kontrolliert. Die Mitglieder sind also nicht wie bei anderen internationalen Snookerverbänden die Nationalverbände der Mitgliedsländer, sondern die individuellen Profispieler. Auf Generalversammlungen treffen die Mitglieder generelle Entscheidungen. Die operative Leitung der WPBSA obliegt einem Vorstand, dem ein Vorsitzender vorsteht (siehe unten). Ferner hatte die WPBSA mehrfach auch einen Präsidenten, dessen Amt allerdings ehrenhalber besetzt wird. Während sich Vorstand und der Vorsitzende auf das Tagesgeschäft der Organisation konzentrieren sollen, sollte der Präsident als öffentlicher Repräsentant der Organisation und als Botschafter für Snooker und English Billiards fungieren. Zu den bisherigen Amtsträgern gehören der britische Schriftsteller Jeffrey Archer (1997–1999), der walisische Golfspieler Ian Woosnam (1999 bis Anfang der 2000er-Jahre) und der thailändische Billardfunktionär Sindhu Pulsirivong (Wahl 2010).
Bisherige Vorsitzende:
- 1968–1987:  Rex Williams[8]
- 1987–1989:  John Virgo[9][10]
- 1990–1996:  John Spencer[11]
- 1996–1997:  Geoff Foulds[12]
- 1997–1999:  Rex Williams[8]
- 1999–2001:  Mark Wildman[13]
- 2001–2002:  Jason Ferguson[14]
- 2002–2004: vakant[15][16] – de facto interimsweise  Jim McMahon[17]
- 2004–2009:  Sir Rodney Walker[18]
- 2009–2010:  Barry Hearn[3]
- seit 2010:  Jason Ferguson[14]

## Unterorganisationen
Die WPBSA hat drei Unterorganisationen: World Billiards, World Women’s Snooker (WWS; früher: World Ladies Billiards & Snooker (WLBS) und World Ladies Billiards & Snooker Association (WLBSA)) und World Disability Billiards and Snooker (WDBS).
Ferner ist auch World Snooker Limited, ehemals World Snooker Association, eine Unterorganisation der WPBSA. Sie soll sich um Organisation und Vermarktung der professionellen Snooker-Tour kümmern. Ehemals vollständig von der WPBSA kontrolliert, ist die Unterorganisation seit 2010 mehrheitlich im Besitz von Barry Hearns Matchroom Sport.

## Organisation
Der Hauptsitz befindet sich im englischen Bristol. Der aktuelle Vorstand besteht aus dem ehemaligen Profi-Spieler Jason Ferguson (Vorsitzender), Nigel Mawer (stellvertretender Vorsitzender), Mike Dunn, Peter Lines und Ken Doherty.
Neben ihrem Hauptsitz in Bristol hat die WSA auch Filialen in London und Peking.

### Gründung eines gemeinsamen Weltverbandes
Die WPBSA ist seit 1992 neben der Amateur-Sparte International Billiards & Snooker Federation (IBSF) Mitglied der World Confederation of Billiard Sports, welche Dachverband für alle Billarddisziplinen ist, selbst jedoch keine Turniere organisiert. Diese Konstellation hat aufgrund des großen medialen Erfolgs der Snooker-Variante und der damit privilegierten Stellung der WPBSA mehrmals zu Konflikten geführt, die in der Vergangenheit auch vor dem Internationalen Sportgerichtshof geklärt werden mussten. Auch die Bildung einer gemeinsamen „World Snooker Federation“ (WSF) mit der IBSF innerhalb der WCBS zwischen 1992 und 2004 scheiterte. Darüber hinaus unterliegt die WPBSA den Bestimmungen der WADA.
Am 5. Oktober 2017 waren die Streitigkeiten beigelegt und es wurde offiziell die Gründung der World Snooker Federation mit Sitz im schweizerischen Lausanne bekannt gegeben. Erster Vorsitzender ist auch der WPBSA-Vorsitzende Ferguson.